# Кринн
Кринн (англ. Krynn) — вымышленная вселенная, в которой происходит действие «Саги о Копье». Кринн входит в орбиту вселенных Dungeons & Dragons, рассчитанных на настольные ролевые игры, и имеет некоторое сходство с придуманным позже Абейр-Торилом. Кринн входит в «Великое Колесо», что означает, что теоретически из него можно попасть почти в любой из миров D&D.

## География Кринна

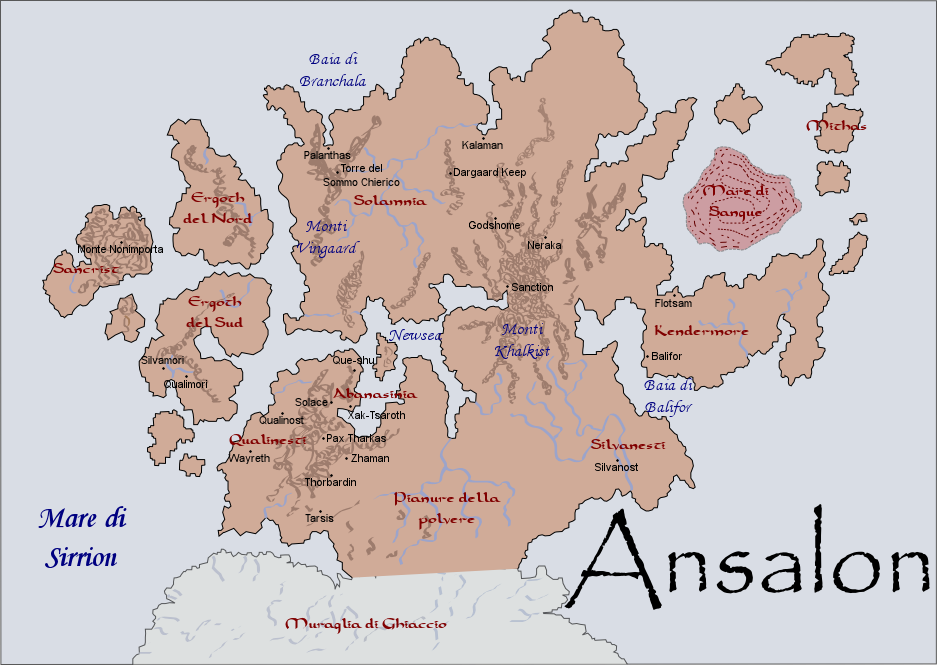

В отличие от многих фэнтези-миров, география Кринна не имеет прямых аллюзий на географию Земли.
Большую часть вселенной занимает континент Ансалон, являющийся основной ареной событий. Континент рассечён почти пополам сетью заливов, известной как Новое Море. Северо-запад Ансалона занимает Соламния, родина Соламнийских рыцарей. Центр материка занимают горы. На юге Ансалона раскинулись Пыльные Равнины, населённые варварами.
К северо-востоку от Ансалона находится Кровавое Море — огромная воронка на месте, где в третью эпоху находился Истар, уничтоженный Катаклизмом. На западе недалеко от берегов Соламнии в море находится обширный архипелаг Эргот, а далее на запад — остров Санкрист.
Протяжённость Ансалонского континента примерно 1300 миль с запада на восток, и 900 с севера на юг. Именно на Ансалоне изначально разворачивается действие Саги. Но существует ещё один намного менее известный континент — Таладас, о котором жители Ансалона практически ничего не знают.
До Катаклизма, покаравшего нечестивого Короля-Жреца, решившего бросить вызов богам, земли Ансалона были совсем иными. После того, как на проклятый город пролился огненный дождь, во всём мире начались страшные бедствия. Бушевали ужасные пожары, и чудовищные землетрясения сотрясали континент. Там, где раньше плескались воды огромных морей, поднялись неприступные скалы, а моря затопили некогда плодородные равнины. На месте же самого города возникло новое море, впоследствии названное Кровавым Морем Истара. Обширные равнины затонули от Сильванести и Балифора на востоке до Эргота на западе.
Во время Катаклизма Таладас тоже подвергся разрушению, хотя и не в такой степени, как Ансалон. Таладас сотряс единственный мощный толчок, сделавший северную треть континента непригодной для жизни. А население оставшихся земель сконцентрировалось в Южном Хоске. Таладас расположен к северо-востоку от Ансалона.

## История Кринна
История Кринна насчитывает пять основных эпох.
В Век Рождения Звёзд Верховный Бог призвал других богов и передал одному из них, Гилеану, свой план сотворения мира, сам же удалился. Бог-Кузнец Реоркс усмирил Хаос и выковал из него звёзды, земную твердь и небеса. Затем боги наделили мир жизнью, растениями и деревьями, существами, водой и воздухом, временами года и погодой. Паладайн и Такхизис создали драконов, но первых драконов Тёмная Королева совратила и увела за собой. Реоркс выковал Паладайну новых драконов из металла, и тот вдохнул в них жизнь. Затем вспыхнула война между драконами, в которой участвовали и боги, что кончилось разделением богов на тёмных, светлых и нейтральных. После этого боги создали людей и прочие народы.
В Век Грёз народы расселялись по молодой земле. Огры пытались поработить людей, но те восстали и разрушили цивилизацию огров. В это время цивилизация эльфов развивалась под властью Сильваноса и начала теснить драконов. Боги магии помогли драконам в войне с эльфами и были изгнаны на луны Кринна. Они обманом заставили Реоркса выковать Серый Алмаз, в который вложили свои души. Но камень упал на Кринн, вернув миру магию. Король Гаргат завладел Серым Алмазом, а слуги Реоркса пытались его отнять. Но едва камень попал им в руки, он изменил их, создав новые народы гномов и кендеров. Гномы поселились в пещерах Торбардина.
После очередной войны с драконами три мага, избранные богами, открыли законы магии и основали Башни Высокого Волшебства, где обучали других. Варвары Эргота создали первое королевство людей. После кровопролитной войны эльфы признали их королевство и заключили мир.
О войне эльфов с Эрготом и разделении эльфов на сильванести и квалинести (XXII—XIX вв. до Катаклизма) рассказывается в «эльфийской трилогии»: «Перворождённый» Пола Томпсона и Тоньи Кук, «Эльфийские войны» Дугласа Найлза, «Королевская кровь» Пола Томпсона и Тоньи Кук.
Винус Соламнус основал на севере орден Соламнийских рыцарей. Этот орден сыграл основную роль в войне 1018 г. до Катаклизма против вернувшихся тёмных драконов, когда рыцарь Хума добыл Драконьи Копья, сразил главных прислужников Такхизис (Кринаса и Галана Дракоса) и изгнал её саму с Кринна, погибнув, однако, и сам. Об этом рассказывается в «Хозяине Копья» Ричарда Кнэйка.
Век Силы начинается с возвышения города Истара. В конце концов истарский король-жрец в своей гордыне требует от богов подчиниться ему как главному богу. Разгневанные боги вызывают Катаклизм — огромная огненная гора падает на Истар, оставив на его месте море с огромным водоворотом. О Катаклизме рассказывается в книге «Час Близнецов», о событиях, последовавших сразу за ним, — в книге «Битва близнецов».
Действие рассказа Гарольда Бакста «История Доблестного Рыцаря», входящего в сборник «Любовь и Война» (Love and War), происходит в окрестностях Кзак Царота вскоре после Катаклизма.
В Век Отчаяния на Кринне царит разруха, чума и голод. Тахизис надеется вернуться в мир и завоевать его, но человек по имени Берем случайно завладевает камнем, необходимым ей для перемещения в мир Кринна. Тёмная Владычица вынуждена воевать чужими руками, она создает драконидов. Войсками драконидов под командованием Лорда Сота, рыцаря-призрака, разбиты эльфы Сильванести, но люди всё же одерживают победу в войне благодаря Героям Копья (это основные события первых книг). С этого момента летописцы отсчитывают начало Века Смертных.
Волшебник Рейстлин отправляется в прошлое, чтобы занять место великого мага Фистандантилуса, чьё сознание слилось с его собственным после магической схватки. Рейстлин надеется победить Тахизис и занять её место как Властелин Тьмы. Однако, не сумев победить богиню, Рейстлин жертвует собой, запечатав врата в Кринн. (это основные события «Трилогии Близнецов»).

## Боги вселенной Кринна
Боги Кринна обитают в небесах в виде созвездий и могут воплощаться на земле в виде аватар. Они делятся на светлых, нейтральных («красных») и тёмных.

### Светлые боги
- Паладайн, Платиновый Дракон — верховный бог света. Покровитель Соламнийского Ордена Розы. Другие имена: Эли (эльф.), Фисбен (кендер.), Доблестный Воин, Светоносный Бог.
- Солинари, Могучая Рука — бог светлой магии и серебряной луны, младший сын Паладайна.
- Мишакаль, Лечащая Рука — богиня-целительница, супруга Паладайна и вторая в Светлом Пантеоне. Мать богов-близнецов Кири-Джолита и Хаббакука и бога светлой магии Солинари.
- Маджере, Владыка Разума — светлое божество отшельников и аскетов. Создатель насекомых, поэтому его часто называют «Богомол». Верный друг и союзник Паладайна, изначальный противник Чемоша.

(Пометка — бог Маджере никоим образом не связан с великим магом Рейстлином Маджере или иными членами этого, сыгравшего более чем значительную роль в истории Кринна семейства, хотя не исключено, что свою фамилию они получили в честь него.)
- Бранчала, Король Бардов — бог музыки. Верный друг Хаббакука, он наделил все живые создания Кринна музыкальностью и поэтичностью. По легенде, все сердца живущих стучат в ритме песен Бранчала.
- Кири-Джолит, Меч Справедливости — старший из сыновей Мишакаль и Паладайна, бог войны за правду и честного боя, покровитель Соламнийского Ордена Меча.
- Хаббакук, Король Рыбаков — Добрый бог моря и живой природы, особенно почитаемый охотниками и рыбаками. Он покровительствует младшему ордену Соламнийских Рыцарей — ордену Короны, и ведёт борьбу со злой морской богиней Зебоим.

### Боги Равновесия
- Гилеан, Серый Странник — патриарх Равновесия. Отец Лунитари, богини нейтральной Алой магии. Другие имена: Книга Истины, Врата Душ. Бессмертный летописец Астинус считается аватарой Гилеана.
- Реоркс, Кузнец Мира — второй в Нейтральном пантеоне. Божество, сотворившее мир Кринна.
- Лунитари, Сокрытая Дева — богиня нейтральной магии и алой луны, дочь Гилеана.
- Зивилин, Древо Жизни — нейтральный бог, символизирующий собой небесное древо, чьи ветви протянулись во все уголки пространства и времени. Зивилин — мудрость и сердце Кринна, подобно тому, как Гилеан — его знания и разум.
- Числев, Дикарка — нейтральная богиня живой природы, супруга Зивилина.
- Сиррион, Струящееся Пламя — нейтральный бог огня и творчества.
- Шинаре, Крылатая Победа — богиня коммерции и честной торговли. Жена Сирриона, хотя эта божественна чета часто находится в ссоре. Изначальная противница Хиддукеля.

### Тёмные боги
- Такхизис, Всебесцветная Драконица — старшее божество Тьмы. Другие имена: Владычица Тьмы, Тёмная Госпожа, Тёмная Воительница, Тёмное Безбожие, Королева Драконов.
- Саргоннас, Тёмная Месть — божественный супруг Такхизис, второй в Тёмном Пантеоне. Отец богов-близнецов Зебоим и Нуитари.
- Нуитари (Нутари), Пожирающая Тьма — бог чёрной магии и тёмной луны, доступной взглядам лишь тех, чьи души погружены во тьму, сын Тахизис.
- Чемош, Владыка Мёртвых — бог неупокоенных и грешных мертвецов, смерти и разложения.
- Моргион, Чёрный Ветер — бог болезней, гниения и тлена. Он ненавидит всё здоровое и полезное для жизни, стремясь испортить, развратить или уничтожить это.
- Хиддукель, Принц Лжи — бог обмана и нечестной торговли, торговец душами живых людей.
- Зебоим, Омрачённое Море — сестра-близнец Нуитари, тёмная морская королева. Непредсказуемая богиня штормов и пиратов. Единственная из всех богов родила от смертного мужчины смертного ребёнка.

## Существа Кринна
Первыми существами на Кринне являлись Эльфы, созданные Паладайном, Людоеды, созданные Такхизис, и Люди, которых создал Гилеан.
Люди
Самая многочисленная раса на Кринне. Люди существовали ещё с самого начала его истории. Боги равновесия наделили людей короткой (около 90 лет), но полной страстей и амбиций жизнью.
Кентавры
Эльфы
Эльфы Dragonlance похожи на традиционных эльфов фэнтези-литературы. Это высокие, ловкие, утончённые существа с заострёнными ушами. Живут в лесах, продолжительность их жизни достигает 500—700 лет, у некоторых видов — до тысячи. Они высокомерны и презрительно относятся к большинству других народов.
Эльфы разделяются на несколько подвидов:
- Эльфы Сильванести,
- Эльфы Квалинести,
- Эльфы Каганести, или «Дикие эльфы»,
- Морские Эльфы — Даргонести и Димернести.

Людоеды
Людоеды Кринна были созданы Такхизис и являлись одной из первой рас, населявших его (вместе с людьми и эльфами).
Горные гномы
Классические представители гномов D&D (dwarves), горные гномы живут в горах Торбардина. Это коренастые существа маленького роста, мужчины носят длинные бороды (расстаться с которыми означает позор). Гномы славятся как непревзойдённые кузнецы и рудокопы.
Гномы холмов
Кланы, отделившиеся от горных гномов во времена Гномьих войн. Живут в холмах недалеко от равнин Абанасинии.
Овражные гномы
«Низшая каста» гномов, примитивные грязные существа, способные считать не более чем до двух. Другие народы относятся к ним с насмешками и пренебрежением, используя их в качестве дешевой рабочей силы.
Гномы-механики
Образовавшиеся под воздействием магии Серого Кристалла, гномы-механики обитают в недрах горы Небеспокойсь. Это народ, помешанный на исследованиях и изобретательстве, создающий невероятно сложные и большей частью ненужные механизмы.
Кендеры
Маленький ловкий народец, аналог полуросликов D&D. Кендеры отличаются врождённой клептоманией и презрением к частной собственности, из-за чего их не любят в городах людей и других цивилизованных народов. Кендеры обладают неиссякаемым любопытством и не знают страха. Происходят от гномов, изменённых магией Серого Кристалла.
Великаны
Таной
Это что-то среднее между людьми и моржами. Таной обитают только в субарктических и арктических регионах на ледяных глыбах и ледниках. Постоянно нападают на Ледяной Народ.
Огры
Происходят от нации «ирда», на заре времен имевшей высокоразвитую цивилизацию. Позднее ирда в наказание за попытку поработить другие расы были превращены в глупых, огромных чудовищ-людоедов. Немногие ирда, избежавшие наказания, были поселены Паладайном на далёком острове.
Гоблины и хобгоблины
Как и любые гоблины, гоблины Кринна — это большие, сильные, грязные и противные существа. Не отличаются особой сообразительностью, зато любят золото и все что блестит, поэтому не задумываясь соглашаются на любую работу за хорошее вознаграждение.
Минотавры
Чудовища с телом человека и головой быка. Искусные мореплаватели. Живут на островах Митас и Котас, в северо-восточной части Кровавого моря Истара.
Драконы
Драконы Кринна делятся на цветных и металлических. Первых создал Паладайн, но они были совращены Такхизис и встали на сторону зла. Реоркс выковал памятники драконов из драгоценных металлов, а Паладайн вдохнул в них жизнь. Металлические драконы обычно занимают его сторону.
Дракониды
Существа, созданные Такхизис путём экспериментов над яйцами драконов. Получившиеся создания — нечто среднее между людьми и драконами, обладают мордами ящериц и небольшими крыльями для планирования. Из жестоких драконидов состоит армия Всебесцветной Драконицы.
Планета Кринн имеет три спутника — Солинари, Лунитари и Нуитари, которые одновременно являются богами, дающими магию. На ночном небе Кринна видны созвездия, каждое из которых является олицетворением какого-либо из богов. Если созвездие отсутствует на небе, это означает либо сошествие его обладателя на Кринн, либо гибель бога. Планета, соответствующая Реорксу — единственная, кроме Кринна, обитаемая планета в системе.
Кринн — один из Материальных Планов, входящих в Великое Колесо. Спеллджаммеры из других вселенных D&D посещают Кринн, поддерживая особо тесные контакты с технически развитыми гномами. Раса минотавров некогда попала на Кринн именно с других Планов Бытия. В свою очередь, путешественники с Кринна летают по мультивселенной со своих космодромов, крупнейший из которых — гора Небеспокойсь.